# Карбоновий обігрівач
Карбоновий обігрівач  - різновид інфрачервоних пристроїв, призначених для обігріву приміщень. Основною частиною конструкції, яка здійснює прогрів простору приміщення, є нитка з карбону. Карбонова нитка в цьому пристрої розміщається в трубці, всередині якої штучно створено вакуум. Через цей електричний елемент проходить значний електричний струм, що викликає появу потужного інфрачервоного випромінювання яке потрапляє назовні або на прийомний елемент пристрою. Нитка з карбону як правило міститься в трубці у формі спіралі. Карбон це хімічний мікроелемент під назвою вуглець. Тому нитку із цього матеріалу часто називають вуглецевою.
Карбоновий обігрівач має високий рівень енергозбереження, наприклад карбоновий обігрівач потужністю 300 ват може обігріти 15 кв. м. площі приміщення. Тобто карбоновий обігрівач споживає в 2-3 рази менше електроенергії ніж майже всі інші види електро обігрівачів, такий рівень економії дозволяє в 2-3 рази зменшити витрати на опалення.

## Принцип дії карбонових обігрівачів
Карбоновий нагрівач функціонує таким же чином, як і інші види інфрачервоних обігрівачів
. Інфрачервоне випромінювання поширюється у зовнішнє середовище, нагріваючи певні поверхні, що знаходяться поблизу або у інших зразках інфрачервоне випромінювання потрапляє на поверхню матеріалу приймача тепла який по повітрю розподіляє тепло далі по приміщенню. При зовнішньому випроміненні прилад може прогріти певний предмет на глибину яка складає до 2,5 см, що значно ефективніше нагріву звичайного конвектора, тому що тепло від карбонового обігрівача передається не повітрю, а безпосередньо поверхням приміщення: стінам, меблям, підлозі, стелі та ін. У результаті процес тепловіддачі подовжується в часі і приміщення більш довгий час залишається теплим. Тобто, нагріта поверхня холодіє набагато повільніше, ніж повітря в помешканні. Саме це дозволяє забезпечити нормальну температуру в приміщенні навіть після тимчасового відімкнення карбонового обігрівача, наприклад з метою економії електроенергії. Чим більший час працює карбоновий нагрівальний елемент, тим сильніше розігріваються предмети в приміщенні.

## Види карбонових обігрівачів
Карбонові обігрівачі представлені цілим рядом видів:
настінні, стельові обігрівачі, підлогові обігрівачі, поворотні моделі. Крім перелічених видів, ще можна виділити карбонові обігрівачі, які в конструкції мають декілька інфрачервоних нагрівальних елементів та володіють значною потужністю та більшою площею обігріву приміщення; обігрівачі у вигляді каскаду нагрівальних елементів; нагрівачі, що встановлюються сховано, під фінішне покриття, але все ж цей вид досить складний для установки, для такої роботи бажано залучити професіоналів
. Також окремим видом карбонових обігрівачів в яких теплова енергія від випромінення потрапляє не на зовні, а на спеціальний матеріал приймач, зазвичай це керамічний або металевий елемент конструкції проте такі прилади поки що не набули широкого розповсюдження.

## Переваги і недоліки карбонових обігрівачів
Відповідно до досліджень японських вчених проведених в 2000 році у Японії, карбонові обігрівачі є абсолютно безпечними для оточуючих і не несуть загроз здоров'ю. Безпечність і екологічність карбонових обігрівачів доведена багатьма дослідженнями в різних країнах світу. На даний час це одні з найпоширеніших пристроїв обігріву житлових та комерційних приміщень в розвинених країнах Світу.
Перевагами карбонових джерел тепла є 
1) тривалий час служби карбонової спіралі; 2) потужна і оперативна тепловіддача. Відбивач виготовлений з анодованого металу, згідно технології обігріву він чітко спрямовує інфрачервоні хвилі на певні предмети інтер'єру, виключає  оптичне  переломлення та «паразитне» відсвічування. Холодне приміщення прогрівається швидко та якісно.
Недоліком карбонових обігрівачів є 
крихкість самої кварцовою трубки, в якій міститься карбонове волокно. Довгу роботу карбонового обігрівача може забезпечити обережне поводження і відсутність фізичних впливів на обігрівач. Недоліком карбонових обігрівачів також виділяють неможливість просушувати на обігрівачі мокру білизну, мокрі ганчірки, засніжені рукавиці та ін
.